# Fredrik Georg Afzelius
Fredrik Georg Afzelius (født 7. december 1812, død 19. marts 1896) var en svensk filosof.
Afzelius blev 1829 student i Upsala, hvor han siden virkede hele sit liv, fra 1838-1893 som lærer ved universitetet. Han arbejdede ivrig for Hegelianismen, og gennem sine lærebøger i logik og psykologi, der udkom i talrige udgaver, øvede han stor indflydelse på den svenske studerende ungdom. Afzelius beklædte talrige offentlige hverv og deltog flittigt i det politiske liv, i flere år som rigsdagsmand.